# Kim Yun-jae
Kim Yun-jae (in hangŭl: 김윤재; Seul, 14 maggio 1990) è un pattinatore di short track sudcoreano. Ha rappresentato la Corea del Sud ai Giochi olimpici di Soči 2014. 

## Palmarès
- Campionati mondiali

Debrecen 2013: oro nei 3000 m; argento nei 1500 m; argento in classifica generale;
Montréal 2014: argento nella staffetta 5000 m;
- Campionati mondiali giovanili

Bolzano 2008: oro in classifica generale;